# Хосе-Педро-Варела
Хосе-Педро-Варела (исп. José Pedro Varela) — небольшой город в северной части департамента Лавальеха, на юго-востоке Уругвая.

## География
Расположен примерно в 27 км к югу от города Трейнта-и-Трес и в 135 км от административного центра департамента, города Минас. Расстояние до столицы страны, города Монтевидео, составляет 256 км.

## История
Населённый пункт был основан на этом месте ещё 24 августа 1898 года. Получил статус малого города (Villa) 16 октября 1958 года согласно постановлению № 12.553. Получил статус города (Ciudad) 19 ноября 1967 года согласно постановлению № 13.631. Город получил своё название в честь уругвайского политика и социолога Хосе Педро Варелы.

## Население
По данным на 2011 год население города составляет 5118 человек.
| Год  | Население |
| ---- | --------- |
| 1908 | 1200      |
| 1963 | 2982      |
| 1975 | 3543      |
| 1985 | 4077      |
| 1996 | 4983      |
| 2004 | 5332      |
| 2011 | 5118      |

Источник: Instituto Nacional de Estadística de Uruguay.